# 耶律大石
耶律 大石（やりつ たいせき、契丹音：ヤルート・タイシ）は、西遼（カラ・キタイ）の初代皇帝（グル・ハン）。
太祖耶律阿保機の末子（四男）の耶律牙里果の七世の孫にあたる。『集史』においては、 تاشي طايفو Tāshī Ṭāīfū と記される。遼が滅亡する際に、契丹人を引き連れて西へ逃れてその地で勢力を広げ、モンゴル高原西部・新疆ウイグル自治区からカザフスタン東部・マー・ワラー・アンナフルまでの広大な地域を領有すると、故地回復を望んで東征軍を出すが途中で挫折した。ある説では、隠れマニ教徒だったという。

## 生涯
『遼史』では、天慶5年（1115年）に科挙で状元となって翰林院へ進み翰林応奉に就いたとされ、ただ2人（他に耶律蒲魯）の契丹人による進士の記録であるが、遼朝では契丹人を支配者と位置付け賤民・庶人の受けるべき科挙の受験を禁止していたので、『遼史』に散見される誤りと同様に『遼史』編者の錯誤である。おそらく推挙によって北面官の大林牙院（南面官の翰林院に当たる）に進み上級の林牙に就いたと思われる。
泰州（現在の黒竜江省泰来県）・祥州（現在の吉林省農安県）二州刺史、遼興軍（現在の河北省盧竜県）節度使を歴任した。
保大2年（1122年）、女真人の金から攻撃を受けた皇帝天祚帝は、この攻撃を防ぐことができず、中京から西の雲中の陰山に逃亡した。この時、大石は宰相の李処温とともに南京（燕京、現在の北京）において、第7代興宗の孫の耶律涅里（天祚帝の従父）を半ば無理やりに擁立して、天錫帝として北遼を建国した。天錫帝は大石を軍事統帥に任じ、国家防衛を一任した。
大石は北遼の国力をもって宋、金2国を相手取って戦うことは困難であると考え、宋との和平を望んだが、宋は海上の盟に則り燕雲十六州攻撃を開始した。宋は童貫の監督下で15万の大軍を動員したが、大石はこれを白溝河において大いに打ち破った。その後、北遼は宋へ和平を持ち掛けたが、敗戦による権威失墜の回復を謀るべく戦果を欲していた童貫は拒絶した。同じ頃、李処温の宋との内通が露見したため、回離保は李処温とその子の李奭を捕らえてこれを処刑した。天錫帝が崩御したため、北遼は秦王耶律定（天祚帝の五男で皇太子）を立て、天錫帝の未亡人の徳妃蕭普賢女が摂政するところとなり、新たに20万に増強した宋軍はこれに乗じて再び侵攻してきた。宋は将軍の劉延慶の指揮の下で南京（燕京）に奇襲をかけた。大石は南京において市街戦にまで追い込まれたが、宋軍を再び撃破した。
童貫は自力での北遼攻撃は困難であると判断し、金に燕京攻撃を依頼した。阿骨打はこれを受理し、北方より三路から燕京を攻撃した。大石は居庸関で迎撃を試みたが失敗し、金軍に捕らえられた。阿骨打は大石らを厚遇した。しかし、大石は秦王耶律定・徳妃蕭普賢女など奉じて保大3年（1123年）、天祚帝の元へと逃亡した。
天祚帝は大石に天錫帝を擁立したことを責めたが、大石は傲然と天祚帝が逃げたから擁立したのだと反論し、天祚帝も反論が出来なかったという。
天祚帝の下での身の安全に不審を抱いた大石は、保大4年（1124年）、金軍が迫ると200人ほどの契丹部の重装騎兵を引き連れて外蒙古、遼の北西部である可敦城に逃れ、モンゴル高原一帯の18部の王を招集して自立した。1130年、金はこれに対して遼の降臣の耶律余睹を派遣して攻撃をかけた。大石はこれと交戦したが、激戦にならないうちに突然撤退し、さらに西へ移動してアルタイ山脈西部に入り、ビシュバリクに向かった。ビシュバリクを首都とする天山ウイグル王国のビルゲ可汗は、自ら国境に赴いて大石ら契丹王侯を迎え、大量の軍馬やラクダなどの贈物を贈るなどして、改めて大石ら契丹王家に臣従することを承認したと伝えられる。1132年に葉密立（エミル、現在の新疆ウイグル自治区ドルビルジン県）で即位して天祐皇帝と名乗り、元号を延慶とした。これが西遼であるが、イスラーム側の史書では西遼はカラ・キタイ（ قرا ختاىQarā Khitā'ī / قرا خطاء Qarā Khiṭā'：カラー・ヒター（イー）「黒い契丹」の意味）、そして大石以降の君主たちをグル・ハン（＝葛爾汗,  كور خان Kūr khān > Gür χan、テュルク諸語で「全てのハン」、「全世界のハン」ほどの意味。ただし、13世紀半ばの『ナースィル史話』では「諸ハンの中のハン（khān-i khānān）」、『集史』では「偉大なる帝王（pādshāh-i mu‘aẓẓam）」の意味と説明する）と呼んでいる。
延慶3年（1134年）、ウイグルでテュルク系のカルルク部族による反乱が発生すると、大石（徳宗）は出兵してこれを鎮圧し、この地の北辺を西遼の直轄地と定め、ベラサグン（八剌沙袞,  بلاساغون Balāsāghūn 、現在のキルギストクマク付近）へと遷都し、クズオルドと改めた。
このように地盤を固めた徳宗は、天山山脈の南北のシルクロードルートを押さえ、東西に分裂していたカラハン朝の軍を康国4年（1137年）に撃破して東部を領域に治めた。当時ベラサグンは東カラハン朝のイブラーヒーム2世によって治められていたが、近隣のカルルク部族やカンクリ部族などへの支配力は低下し、逆にこれらの周辺諸部族からの掠奪や反乱に見舞われていたため、徳宗率いる契丹軍の侵攻に抵抗できる余力はなかった。イブラーヒーム2世は西進してきた徳宗に使者を派遣し、首都に招き入れて政権を移譲する意思を伝えたという。これによって東カラハン朝の君主は「ハン」の称号を剥奪され、代わりに「イリグ・トルカン」という称号を与えられたとされている。
東カラハン朝を手中にした後、徳宗は北西のカンクリやキルギスの諸部族の征服と帰順に成功し、さらに天山、パミール高原を超えたフェルガナ地方まで支配を及ぼした。これによって康国4年（1137年）にマー・ワラー・アンナフルを領有していた西カラハン朝の第20代君主マフムード2世は臣属し、康国8年（1141年）にはホラズム・シャー朝のアトスズに歳貢として毎年金貨3千ディーナールを納めるよう誓約させ、両王朝を臣従させた。
康国8年（1141年）、徳宗はカラハン朝を支援していたセルジューク朝の第8代スルタン・サンジャルの率いる大軍をサマルカンド近郊のカトワーン平原で撃破し、中央アジアに覇を唱えた。当時サンジャルは自らの封土であったホラーサーンを拠点としてセルジューク朝君主によるイラン全土の統一的な支配を目論んでいたが、この敗北によって計画は頓挫し、結果、間接支配ながらも中央アジアのイスラーム政権は異教徒の傘下となり、これに連動してテュルクメン諸集団の統制が不可能になった。12世紀後半には活発化したテュルクメン諸集団によるイラン各地での騒乱とこれに伴うセルジューク朝諸王家の崩壊が生じているが、これらはこの徳宗による中央アジア侵入とサンジャルを打ち破ったカトワーンの勝利に遠因を見ることができる。
更に故地の奪還を願った徳宗は、金に対する7万の親征軍を出発させるが、行軍中に崩御した。享年58。東征軍は引き返さざるを得なくなった。徳宗の没後、子の耶律夷列（仁宗）が跡を継いだが、幼少であったために大石の后妃の蕭塔不煙が摂政となった。

## 宗室

### 后妃
- 昭徳蕭皇后
- 感天后 蕭塔不煙

### 子
- 耶律撻不也（早世）
- 耶律夷列（仁宗）

### 女
- 耶律普速完（承天太后、耶律夷列の妹）